# Børne- og ungdomspsykiatri
Børne- og ungdomspsykiatri er et medicinsk speciale, der beskæftiger sig med diagnose, behandling og forebyggelse af psykiske lidelser hos børn og unge, typisk i alderen 0-18 år. Specialet kombinerer viden fra psykiatri, pædiatri, psykologi, neurologi og socialmedicin.

## Historie
Børne- og ungdomspsykiatrien blev udviklet som selvstændigt speciale i midten af det 20. århundrede. I Danmark blev det anerkendt som et selvstændigt speciale i 1950'erne. Fokus er i dag især på tidlig indsats, tværfaglighed og evidensbaseret medicin.

## Typiske lidelser
Nogle af de mest almindelige psykiske lidelser, som behandles inden for børne- og ungdomspsykiatrien, omfatter:
- ADHD (opmærksomhedsforstyrrelse med hyperaktivitet)
- Autismespektrumforstyrrelse
- Angst og fobier
- Depression og bipolar affektiv sindslidelse
- Tilknytningsforstyrrelser
- Spiseforstyrrelser såsom anoreksi og bulimi
- Tourettes syndrom og andre tic-lidelser
- Adfærdsforstyrrelser og oppositionel adfærd

## Udredning
Udredning foretages i tværfaglige teams bestående af bl.a. speciallæger i psykiatri, psykologer, socialrådgivere og sygeplejersker. Det kan inkludere:
- Anamnese og interviews
- Observation i hjem eller institution
- Psykologisk testning og spørgeskemaer
- Neurologisk undersøgelse
- Diagnostik i henhold til ICD-10 eller ICD-11

## Behandling
Behandling kan bestå af én eller flere af følgende:
- Psykoterapi, herunder kognitiv adfærdsterapi
- Psykoedukation
- Psykofarmaka, herunder antidepressiva, antipsykotika og centralstimulerende midler
- Familieterapi
- Netværksarbejde og social indsats

## Samarbejde
Der samarbejdes typisk med:
- PPR (Pædagogisk Psykologisk Rådgivning)
- folkeskoler og daginstitutioner
- praktiserende læger og sundhedsplejersker
- børneafdelinger på hospitaler

## Uddannelse
For at blive speciallæge i børne- og ungdomspsykiatri skal man have gennemført:
1. Medicinstudiet
2. Klinisk basisuddannelse (KBU)
3. Speciallægeuddannelse med 5 års varighed

## Organisationer i Danmark
- Dansk Selskab for Børne- og Ungdomspsykiatri (DSBUP)
- Dansk Psykiatrisk Selskab
- Sundhedsstyrelsen
- Psykiatrifonden

## Udfordringer
Specialet er præget af:
- Ventetider
- Mangel på speciallæger
- Øget efterspørgsel
- Debat om overdiagnosticering og underdiagnosticering